# Morts i enterrats
Morts i enterrats (títol original: Dead & Buried) és una pel·lícula estatunidenca dirigida per Gary Sherman, estrenada l'any 1981. Ha estat doblada al català.

## Argument
La plàcida ciutat costanera de Potter's Bluff és el marc d'una sèrie de crims atroços. Tot comença per l'homicidi d'un fotògraf, trobat cremat viu. El xèrif de la ciutat, Dan Gillis (James Farentino), porta la investigació. Comptarà amb la preciosa l'ajuda del metge-forense, William G. Dobbs (Jack Albertson).
Descobreix ben aviat que molts estrangers de pas coneixen un final tràgic en la seva ciutat. Però els homicides no són desconeguts per l'espectador: Són respectables membres de la comunitat de Potter's Bluff ! Sense comptar que alguns dels morts reapareixen, com si res no hagués passat...
Al final d'una investigació on es barregen màgia negra i homicidis en sèrie, Dan Gillis descobreix la terrible veritat.

## Repartiment
- James Farentino: el xèrif Dan Gillis
- Melody Anderson: Janet Gillis
- Jack Albertson: William G. Dobbs
- Dennis Redfield: Ron
- Nancy Locke: Linda
- Lisa Blount: la noia a la platja / Lisa, la infermera
- Robert Englund: Harry
- Bill Quinn: Ernie
- Michael Currie: Herman
- Christopher Allport: George LeMoyne / Freddie, el fotògraf
- Joseph G. Medalis: el metge
- Macon McCalman: Ben
- Lisa Marie: el autostopista / Chance
- Estelle Omens: Betty
- Barry Corbin: Phil

## Al voltant de la pel·lícula
- El rodatge s'ha desenvolupat a Mendocino, a Califòrnia.
- El duo de guionistes Dan O'Bannon i Ronald Shusett ja havien treballat junts sobre el guió de Alien (1979) i han tornat a treballar a continuació en Total Recall (1990) o Hemoglobine (1997).

## Nominacions
- Nominació al premi a la millor pel·lícula de terror i millor maquillatge per Stan Winston, per l'Acadèmia de cinema de ciència-ficció, fantàstic i terror l'any 1982.